# Hipposideros lylei
Hipposideros lylei är en fladdermusart som beskrevs av Thomas 1913. Hipposideros lylei ingår i släktet Hipposideros och familjen rundbladnäsor. Internationella naturvårdsunionen kategoriserar arten globalt som livskraftig. Inga underarter finns listade i Catalogue of Life.
Denna fladdermus förekommer i Sydostasien från södra Kina och Myanmar till Malackahalvön. Den kan anpassa sig till olika habitat inklusive jordbruksmark. Hipposideros lylei vilar främst i kalkstensgrottor.